# Harvest (Naglfar)
Pariah è il quinto album in studio del gruppo musicale black metal svedese Naglfar, pubblicato nel 2007 dalla Century Media Records.

## Tracce
Testi e musiche di Naglfar.
1. Into the Black – 4:33
2. Breathe Through Me – 3:17
3. The Mirrors of My Soul – 4:58
4. Odium Generis Humani – 5:07
5. The Darkest Road – 4:11
6. Way of the Rope – 5:56
7. Plutonium Reveries – 5:00
8. Feeding Moloch – 5:12
9. Harvest – 7:10

## Formazione
- Andreas Nilsson – chitarra
- Kristoffer Olivius – voce
- Mattias Grahn - batteria
- Marcus Norman - chitarra, tastiere
- Peter Morgan Lie - basso